# Nemanja Pejčinović
Nemanja Pejčinović (ur. 4 listopada 1987 w Kragujevacu) – serbski piłkarz grający na pozycji środkowego obrońcy w chińskim klubie Changchun Yatai.

## Kariera klubowa
Karierę piłkarską Pejčinović rozpoczął w klubie FK Rad. W 2005 zadebiutował w jego barwach w pierwszej lidze serbskiej, jednak był to jego jedyny mecz ligowy w sezonie 2005/2006. Od następnego był już podstawowym zawodnikiem Radu, w którym grał do końca 2006. Na początku 2007 przeszedł do innego belgradzkiego zespołu, OFK. Grał w nim przez pół sezonu, po czym wrócił do Radu. W trakcie sezonu 2008/2009 został wypożyczony do Crvenej zvezdy Belgrad, z którą zajął 3. miejsce w lidze.
Latem 2009 Pejčinović został wypożyczony do niemieckiej Herthy Berlin. 8 sierpnia 2009 zadebiutował w Bundeslidze w wygranym 1:0 domowym spotkaniu z Hannoverem 96. Latem 2010 odszedł do Nicei, w której spędził cztery sezony.
W latach 2014–2018 był zawodnikiem Lokomotiwu Moskwa. Od 8 lipca 2018 występuje w chińskim zespole Changchun Yatai.
| Sezon   | Klub              | Kraj    | Rozgrywki           | Mecze | Bramki | Rozgrywki Europy | Mecze | Bramki |
| ------- | ----------------- | ------- | ------------------- | ----- | ------ | ---------------- | ----- | ------ |
| 2005/06 | FK Rad            | Serbia  | Meridijan Superliga | 1     | 0      | –                | –     | –      |
| 2006/07 | FK Rad            | Serbia  | Meridijan Superliga | 19    | 0      | –                | –     | –      |
| 2006/07 | OFK Beograd       | Serbia  | Meridijan Superliga | 16    | 1      | –                | –     | –      |
| 2007/08 | FK Rad            | Serbia  | Meridijan Superliga | 16    | 1      | –                | –     | –      |
| 2008/09 | FK Rad            | Serbia  | Meridijan Superliga | 16    | 0      | –                | –     | –      |
| 2008/09 | Crvena zvezda     | Serbia  | Meridijan Superliga | 14    | 0      | –                | –     | –      |
| 2009/10 | Hertha BSC (wyp.) | Niemcy  | Bundesliga          | 16    | 0      | Liga Europy UEFA | 7     | 0      |
| 2010/11 | OGC Nice (wyp.)   | Francja | Ligue 1             | 33    | 1      | –                | –     | –      |
| 2011/12 | OGC Nice          | Francja | Ligue 1             | 23    | 1      | –                | –     | –      |
| 2012/13 | OGC Nice          | Francja | Ligue 1             | 29    | 3      | –                | –     | –      |
| 2013/14 | OGC Nice          | Francja | Ligue 1             | 15    | 1      | Liga Europy UEFA | 0     | 0      |

Stan na: 29 lipca 2014 r.

## Kariera reprezentacyjna
W 2009 na Mistrzostwach Europy U-21 Pejčinović był podstawowym zawodnikiem reprezentacji Serbii. W dorosłej reprezentacji Serbii zadebiutował 14 grudnia 2008 w przegranym 0:1 towarzyskim spotkaniu z Polską.